# ونک‌پارک
مجتمع مسکونی ونک پارک یکی از مجتمع‌های مسکونی تهران است که از دو برج ۲۲ طبقه (شمال مجتمع) و سه برج ۱۷ طبقه (جنوب مجتمع) تشکیل شده‌است. این مجتمع مسکونی در منطقه ۶ شهرداری تهران، از جنوب به محله یوسف‌آباد، از شمال به بزرگراه همت و خیابان شیخ بهایی، از غرب به شهرک والفجر، و از شرق به بزرگراه کردستان منتهی می‌شود.

## تاریخچه طراحی و ساخت
مجتمع مسکونی ونک پارک پیش از انقلاب ۱۳۵۷ توسط معمار نامدار ایرانی، عبدالعزیز فرمانفرماییان، طراحی شده بود. پس از انقلاب ۱۳۵۷ و مصادرهٔ اموال فرمانفرماییان از سوی بنیاد مستضعفان انقلاب اسلامی ساخت این مجتمع پی گرفته شد؛ و در سال‌های ۱۳۶۷ و ۱۳۷۳ و ۱۳۸۰ فازهای آن به بهره‌برداری رسید.

## مراکز خدماتی
مراکز خدماتی که در طبقات هم کف برج‌های ونک پارک وجود دارند عبارتند از: فروشگاه‌ها، مهدکودک، دفاتر کار و زمین بازی کودکان.

## تأسیسات
موتورخانه برج‌های ونک پارک حدود ۱۲۰۰ متر مربع مساحت دارد؛ و همه برج‌ها مجهز به فن‌کوئل هستند. هر آپارتمان دارای پارکینگ و انباری جداگانه است. پارکینگ‌ها در طبقه هم‌کف و یک طبقه زیر زمین قرار دارند. کف راهروی ورودی از سنگ بسیار مرغوب و زیبای کوه‌های خرم‌آباد فرش شده‌است. راهروی ورودی آپارتمان‌ها به جعبه آتش‌نشانی و دکتورهای حرارتی براری اعلام حریق مجهز است. برج‌ها به دو ردیف پله اضطراری داخلی و پله‌های فرار مجهز هستند؛ که بیرون از ساختمان در هوای آزاد قرار گرفته‌اند. به وسیله درهای ضد حریق از راهروی داخلی جدا شده‌است.
```
==
```

۲۴ مرداد ۱۳۸۴ رسیدگی به ماجرای قتل احسان نصراللهی (۱۷ ساله) هم‌زمان با کشف پیکر خونین او در مجتمع مسکونی ونک روی میز قاضی محمدحسین شاملو قرار گرفت. به گفته شاهدان ماجرا، بهنود شجاعی (قاتل) و احسان نصراللهی (مقتول) در جریان یک نزاع دسته جمعی با هم درگیر شدند؛ و سرانجام، بهنود شجاعی با ضربه کارد احسان نصراللهی را از پا درآورد. بهنود شجاعی پس از دستگیری و اعتراف به قتل مجرم شناخته شد؛ و قضات دادگاه کیفری پس از محاکمه او را به قصاص - اعدام - محکوم کردند. این حکم از سوی قضات دیوانعالی کشور نیز تأیید و برای اجرا به شعبه اجرای احکام دادسرای جنایی تهران فرستاده شد. درحالی که قاضی فخرالدین جعفرزاده - سرپرست دادسرای جنایی تهران - و مسئولان واحد صلح و سازش دادسرا به همراه گروه‌های مختلف هنرمندان تلاش زیادی برای جلب رضایت اولیای دم و نجات بهنود شجاعی از قصاص انجام دادند، ولی خانواده احسان نصراللهی همچنان برخواسته خود پافشاری کردند. سرانجام، حکم قصاص بهنود شجاعی صبح روز ۱۹ مهر ۱۳۸۸ اجرا شد.